# Diazin

Tři izomery diazinu: pyridazin, pyrimidin a pyrazin

Diazin je společné označení pro tři izomery organické sloučeniny, jejíž sumární vzorec je C4H4N2:
- pyridazin (1,2-diazin)
- pyrimidin (1,3-diazin)
- pyrazin (1,4-diazin)